# 방독면

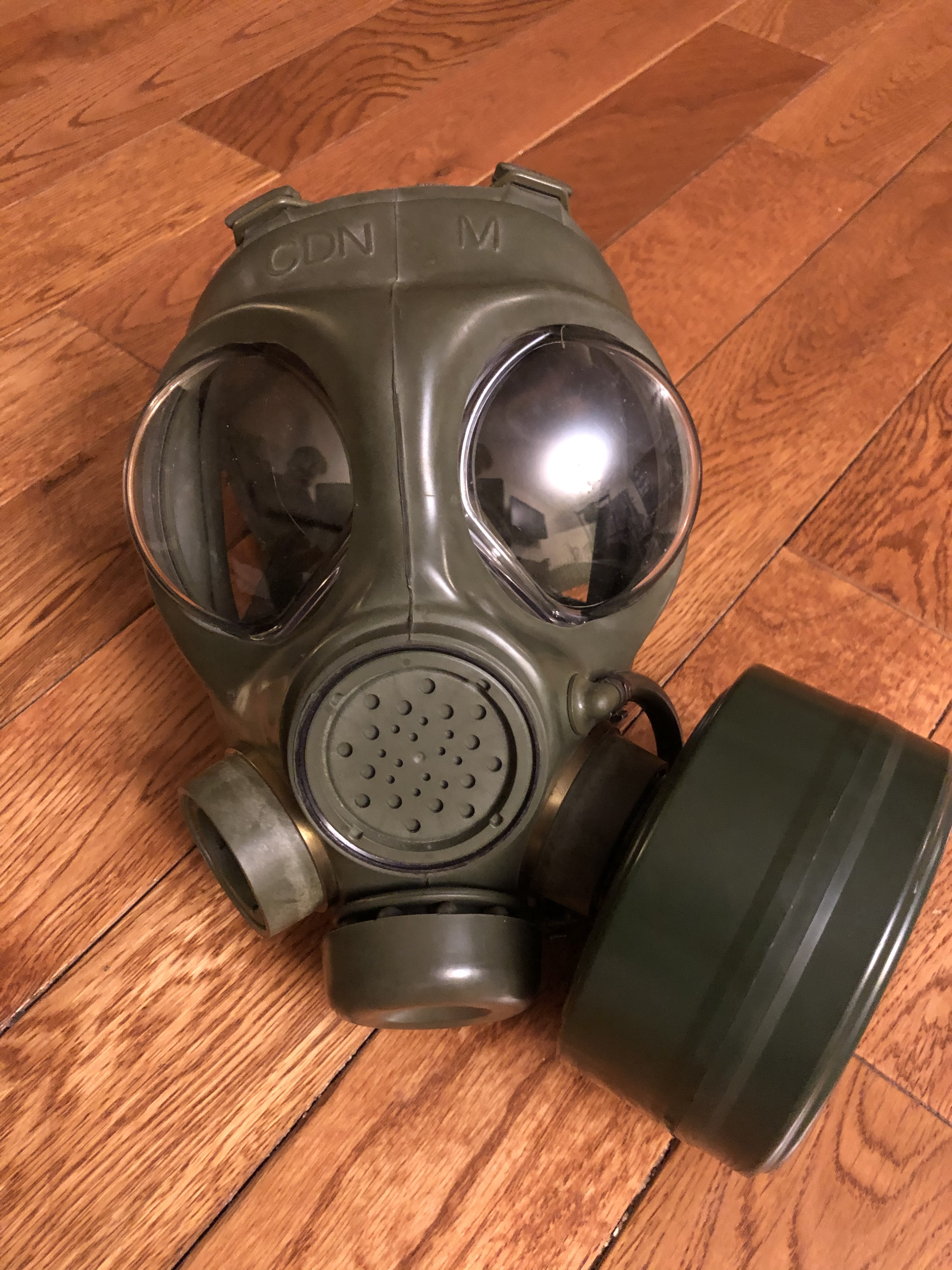
방독면

방독면(防毒面) 또는 개스 마스크(영어: gas mask)는 독가스, 세균, 방사성 물질 등 유독 물질의 흡수를 막기 위해 얼굴에 쓰는 장비이다. 특수 필터가 있는 정화통에서 공기를 여과, 정화하여 방독면 속으로 깨끗한 공기만 들어간다. 초기의 방독면은 전쟁을 위해 만들어지지 않았다. 1799년 독일 박물학자인 알렉산더 폰 훔볼트는 1912년 지하 광산의 개발로 인해 많은 노동자들이 공기 중의 연기 및 독소 흡입을 막기 위해 개발했고 그 모양은 두 개의 호스가 두건의 모습을 띠고 있었다.  그러나 독가스 공격을 막기에는 부족했다. 군수용 방독면은 제1차 세계 대전 당시 독일군이 영국군의 독가스 공격을 막기 위하여 처음 생겨났다. 캐나다 출신의 의사 클루니 맥퍼슨가 최초의 가스 마스크를 만들었다고 알려져 있다. 독일군의 방독면이 보급되기 전에는 상황이 매우 열악했기 때문에 암모니아에 가스를 흡수하는 성질을 이용하여 암모니아 성분이 있는 오줌을 걸레에 흡수시켜 사용하기도 했다. 최근의 방독면들은 모두 매우 발전된 형태의 필터를 쓴다. 현대의 방독면들은 막아야할 입자에 따라 방사능용, 농약용, 유기가스용, 화생방용, 화재용 등으로 필터가 나뉜다.

## 방독면의 역사
고대 그리스에서 스펀지를 방독면의 용도로 사용하였다. 흑사병이 유행할 당시 조류의 모양과 유사한 모양의 얼굴 가리개를 만들어 부리 부분에는 병의 전염을 막는다고 알려져있던 허브를 가득 채워 넣었다.
1799년, 독일의 알렉산더 폰 훔볼트라는 광산 엔지니어가 원시적인 형태의 방독면을 개발하였다.
1823년, 존과 찰스 딘은 소방관을 연기로부터 보호할 수 있는 마스크를 개발하였다.
1871년, 존 틴달은 숯, 석회, 글리세린을 적신 탈지면 필터를 달아 연기와 유독가스를 제거할 수 있는 새로운 마스크를 개발하였다.
1915년 4월 22일, 제1차 세계대전에서 독일군이 최초로 화학무기를 사용하며 전쟁 중 방독면의 필요성이 부각되었다.

## 방독면의 종류

### 군수용 방독면
대한민국 국군은 SG생활안전에서 만든 K-1 방독면을 1983년부터 사용하고 있었으나 2014년 9월 29일, 방위산업청에서 (주)한컴라이프케어에서 개발한 K-5 방독면이 전투용으로 적합하다는 발표를 하였다. 그에 따라 2015년부터 양산을 시작하여 K-1 방독면을 대체하고 있다. K-5 방독면은 산업용 독성 화학물질까지 방호 가능하다. 휴대주머니, 방수주머니, 보호두건, 수통마개, 흐림방지키트로 구성된다. 그물망 형태의 머리끈 뭉치를 적용해 두부 압박감 최소화 및 착용감을 향상시켰고 안면부 단안식 렌즈는 넓은 시야 범위를 제공한다. 또 안면부의 이중쿠션은 착용감을 증대시켰다. 통신단자 부착으로 부수물자(통신장치) 사용시 전차 및 항공용으로 사용 가능하다. 음료취수관은 방독면 안면부에 기본으로 장착되어 있다. 친환경적인 활성탄을 사용하고 2종의 정화통이 구비되어있다. 각각의 정화통은 군사용 화생작용제 방호용과 산업용 독성 화학물질 방호용이다. 구매는 방위산업청의 승인을 취득한 이후에 가능하다.

### 민간용 방독면
용도에 따라 화재용, 화생방용, 산업용으로 나뉜다. 11번가등 온라인 쇼핑몰에서 손쉽게 구매할 수 있다.

## 화생방 훈련
군에서는 화생방 공격에 대한 방어훈련으로 방독면 사용훈련을 기본군사훈련 및 예비군훈련에서 정기적으로 실시한다. 방독면을 쓴 상태로 화생방에 들어가서 가스가 새지는 않는지와 정화통을 교체하는 훈련을 한다.

## 구성 부품
방독면의 구성 부품은 다음과 같다.
- 안면부: 고무와 플라스틱으로 이루어져있다.
- 정화통: 안면부에 연결되어 있고, 정화통 안에는 흡수제, 여과지, 필터가 들어있다. 군수용은 광범위한 작용제로부터 신체를 보호해야 하기 때문에 활성탄을 흡수제로 사용한다.
- 휴대주머니

## 이미지

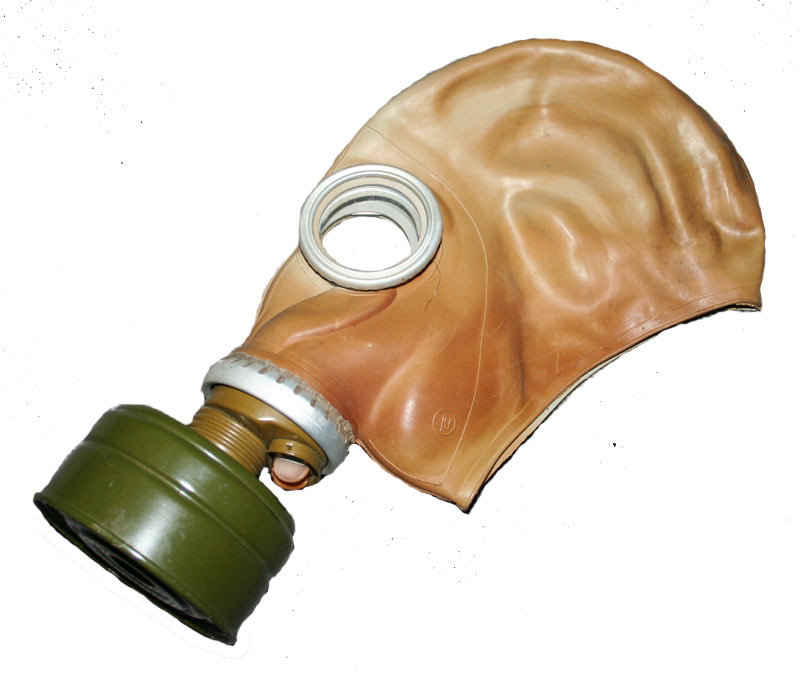
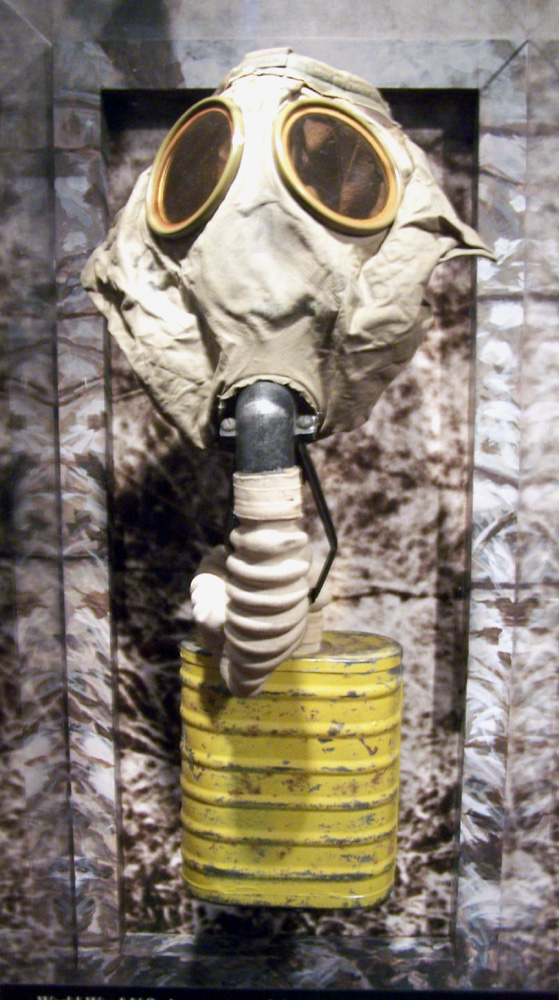
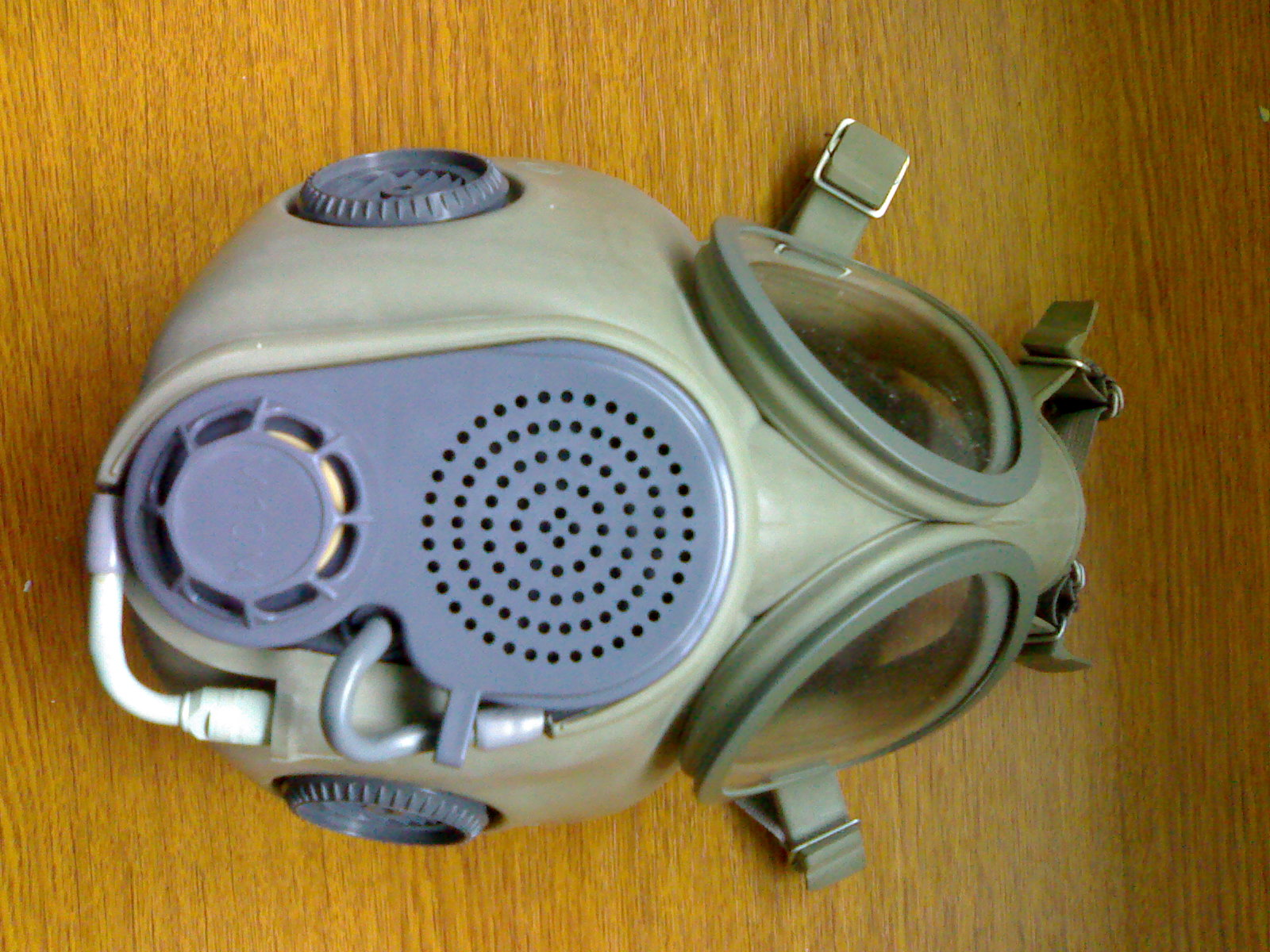
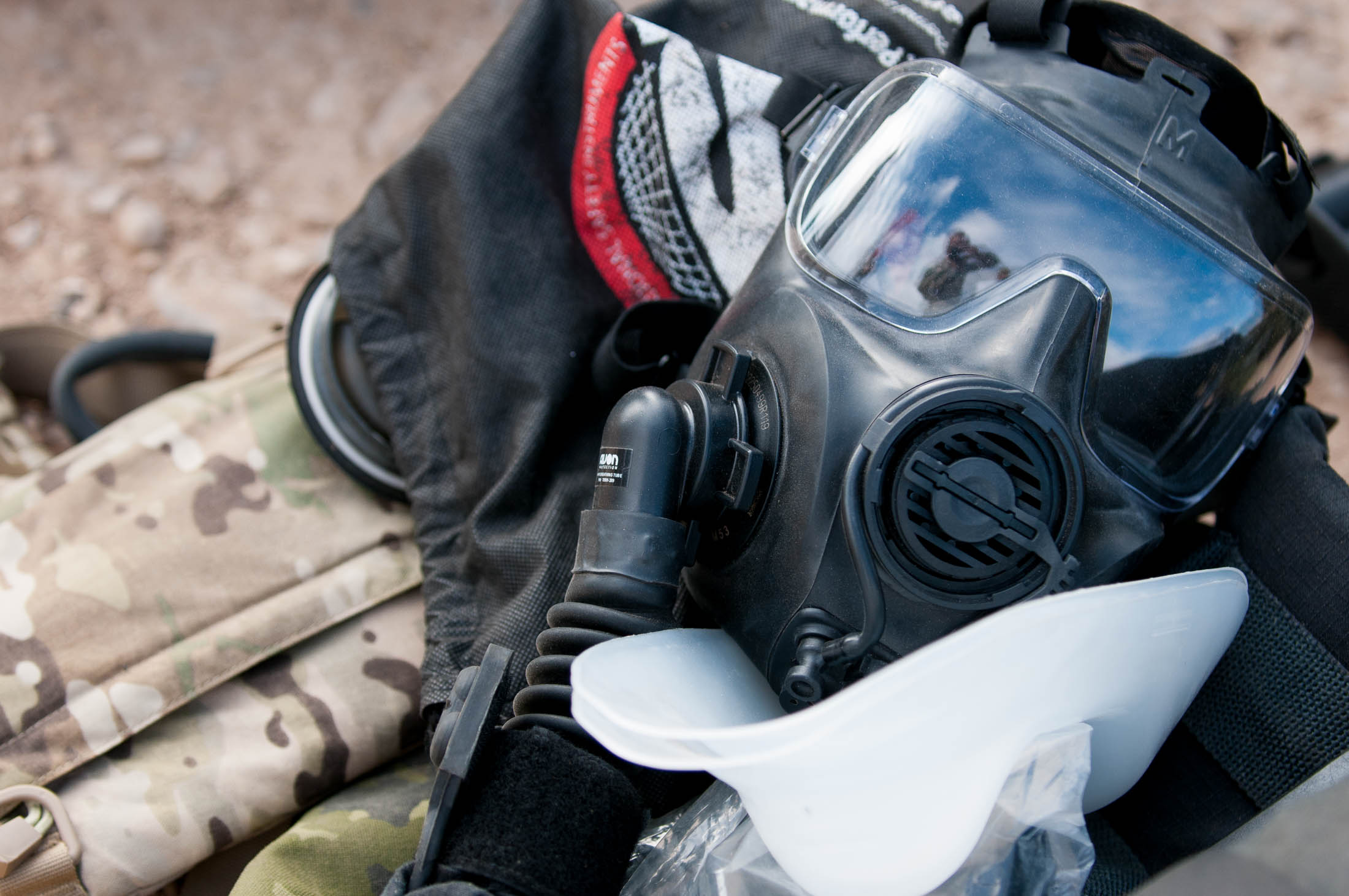

## 같이 보기
- 방진 마스크